# Rhynchostegium murale
Rhynchostegium murale là một loài Rêu trong họ Brachytheciaceae. Loài này được (Hedw.) Schimp. miêu tả khoa học đầu tiên năm 1852.

## Hình ảnh

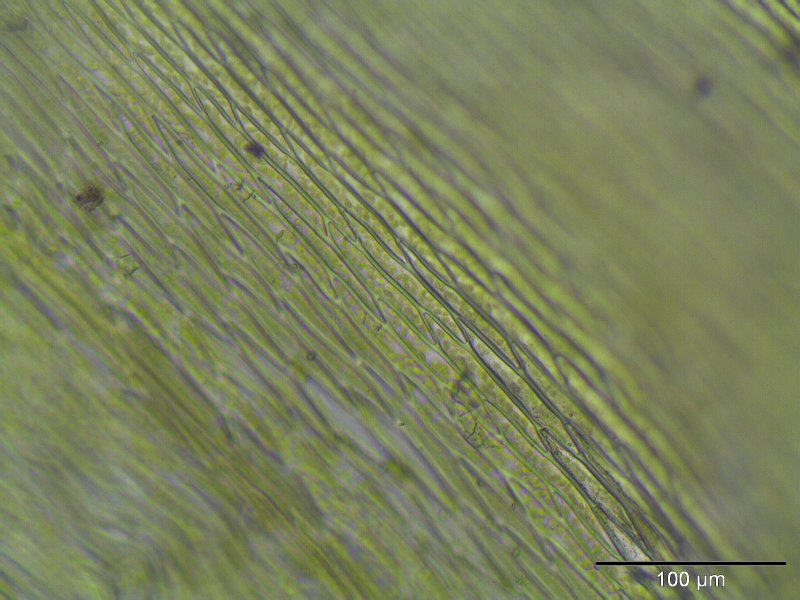
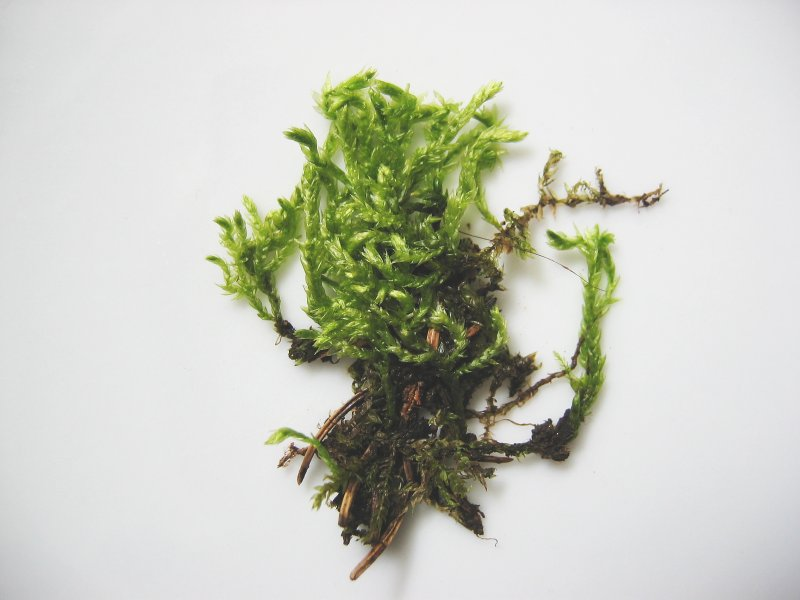